# Rhainopomma montanum
Rhainopomma montanum is een rechtvleugelig insect uit de familie Lentulidae. De wetenschappelijke naam van deze soort is voor het eerst geldig gepubliceerd in 1950 door Kevan.